# John Laffin
John Laffin (* 21. September 1922 in Mosman, New South Wales, Australien; † September 2000 in Canberra) war ein australischer Historiker, Journalist und Schriftsteller.
Laffin ist der Sohn von Charles George Laffin und Nellie Alfreda Pike. Beide Elternteile haben im Ersten Weltkrieg gedient. Laffin hat für Smithʼs Weekly und The Wagga Advertiser gearbeitet. Im Jahr 1940 wurde Laffin für die 2nd AIF angeworben. 1943 hat er seine Frau kennengelernt. Im Jahr 1956 zog es die Familie nach England, wo Laffin knapp 40 Jahre lang wohnte. 1995 ging Laffin mit seiner Frau zurück nach Australien, wo sie 1997 starb. Laffin war Autor von 130 Büchern. Sein letztes Buch war seine Autobiographie A Kind of Immortality. Er starb nach einer langen Krankheit.
Laffin schrieb auch unter den Pseudonymen Mark Napier, Dirk Sabre und Carl Dekker.

## Werke (Auszug)
- 1966: Jackboot : The story of the German soldier, 2. Auflage, Cassell, London.
- 1980: Islam : Weltbedrohung durch Fanatismus, Heyne Verlag, München, ISBN 3-453-01230-5.
- 1983: Die P.L.O. zwischen Terror und Diplomatie, Panorama-Verlag, Altstätten, ISBN 3-907506-01-4.
- 1986: Brassey's battles : 3500 years of conflict, campaigns and wars from a – z, ISBN 0-08-031185-7.
- 1989: Islam : die Macht des Glaubens ; Ursprünge, Geschichte, Hintergründe, Heyne Verlag, München, ISBN 3-453-03734-0.
- 1997: The man the Nazis couldn't catch, Sutton, Stroud, ISBN 0-7509-1442-4.
- 2000: A Kind of Immortality, Kangaroo Press, ISBN 0-8641-7972-3.